# Centre commercial Myyrinpuhos
Le centre commercial Myyrinpuhos  (anglais : Myyrinpuhos) est un centre commercial situé dans le quartier de Myyrmäki à Vantaa en Finlande.

## Le centre
Achevée en 1975, le centre commercial de trois étages est situé juste à côté de la gare de Myyrmäki.
Le centre commercial a été conçu par l'architecte Eero Kostiainen.
Le propriétaire actuel est Taitokaari Oy.
Le plus important utilisateur du bâtiment est le centre culturel Myyräncolo, qui utilise environ 70 % des installations. En 2023, Les autres utilisateurs sont, entre-autres, la pharmacie de Myyrmäki, le restaurant Molly Malone's Toppari, R-kioski, le coiffeur et la salle de sport Ladyt.
Deux nouveaux centres commerciaux ont ouvert près de Myyrinpuhos : Isomyyri et Myyrmanni.

## Architecture
Sur le plan architectural, l'édifice représente le constructivisme.
Ses détails rappelleraient quelque peu l'architecture plastique de Matti Suuronen.
Les panneaux de couleur rouge et jaune sur la façade sont très caractéristiques de l'époque de la construction.
La salle climatisée construite sur le toit fait également référence au style des années 1970, et est également devenue un repère du quartier.
Dans les années 1990, les auvents d'origine du centre commercial ont été démolis et l'apparence de la façade a été modifiée.
La couleur des auvents est passée du rouge au gris clair.
Le centre commercial est resté en assez bon état et il a été évalué comme un site d'importance nationale en termes d'histoire de construction.

## Transports publics
La gare de Myyrmäki est desservie par  Trains :
- I (Helsinki–Tikkurila–Aéroport–Huopalahti–Helsinki)

- P (Helsinki–Huopalahti–Aéroport–Tikkurila–Helsinki)

## Galerie

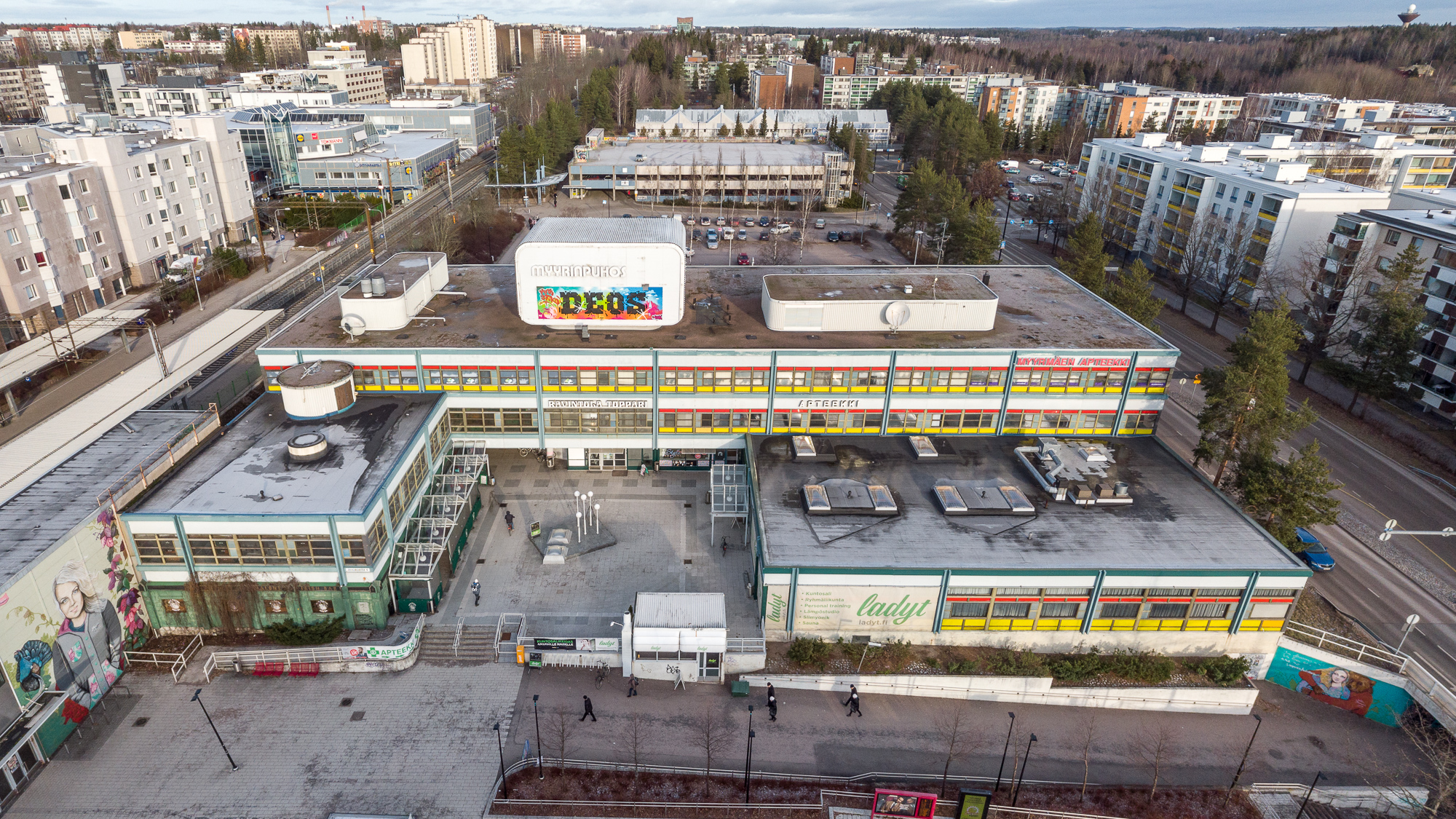
Myyrinpuhos en mai 2020.
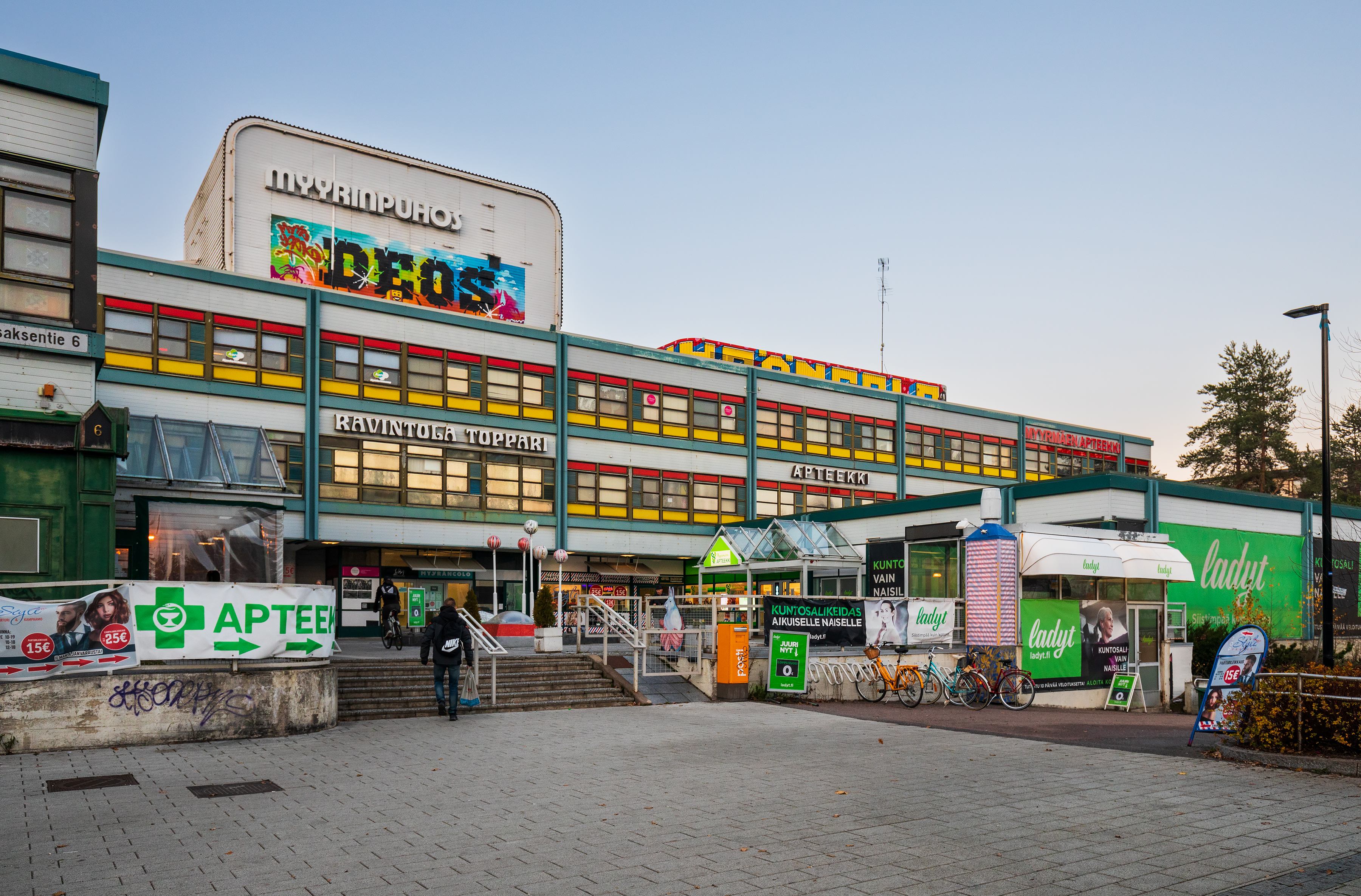
Côté sud de Myyrinpuhos.
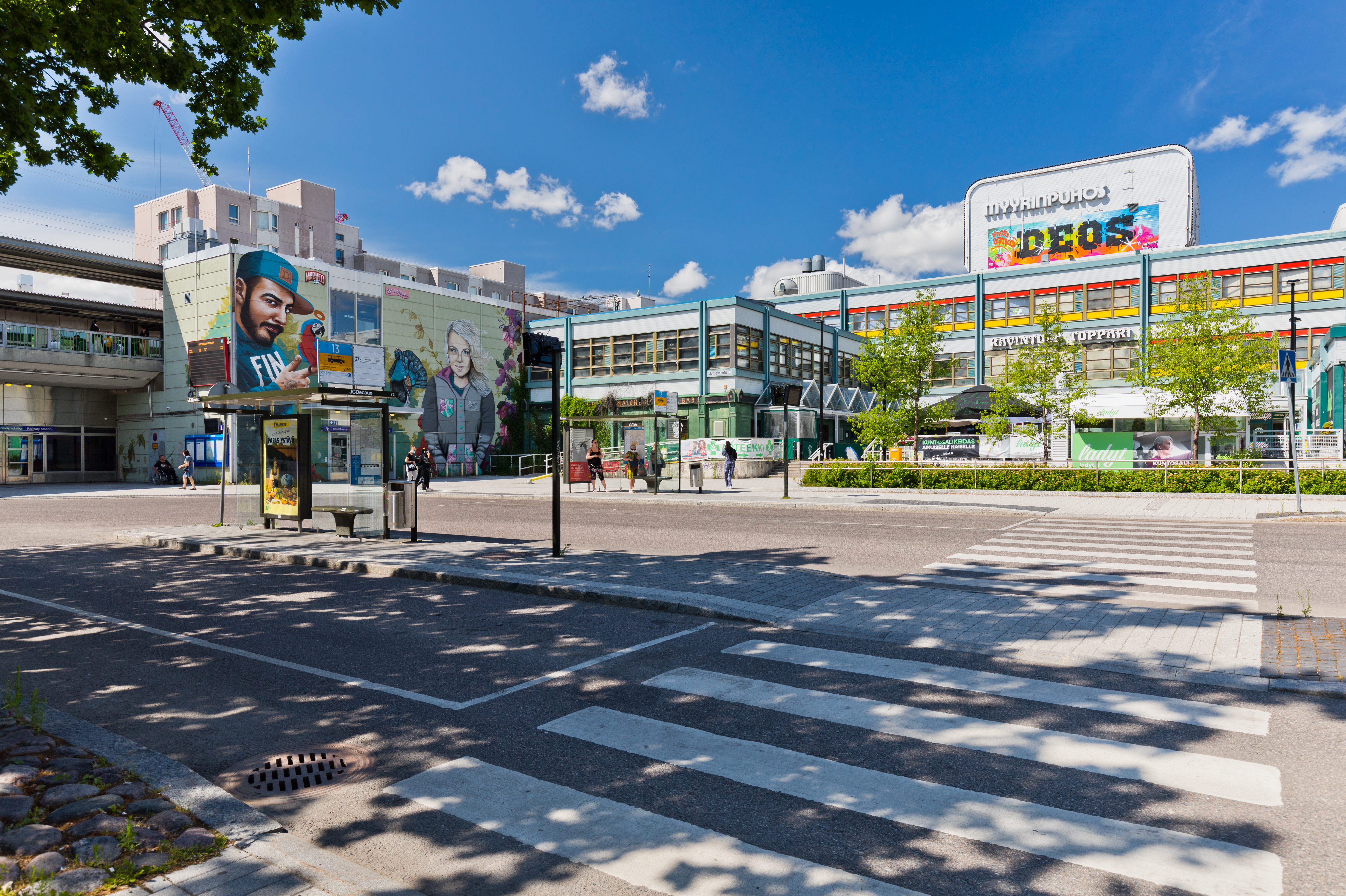
Myyrinpuhos et gare de Myyrmäki derrière la gare routière de Myyrmäki.